# Morten Skjoldager
Morten Skjoldager er en dansk journalist og forfatter.
Skjoldager er uddannet fra Roskilde Universitetscenter, og har arbejdet gennem en årrække som journalist ved Politiken, hvor han har skrevet om organiseret kriminalitet og terrorisme.
Han har desuden været Christiansborg-journalist og kort arbejdet med undersøgende journalistik i Ekstra Bladets gravergruppe.
Som forfatter udgav Skjoldager bogen Truslen Indefra - de danske terrorister i 2009.
I bogen afslørede Skjoldager at politiets tekniker havde lavet en fejl ved prøvetagning af sprængstoffer under ransagningen af en af de mistænktes lejlighed i den såkaldte Terrorsag fra Glostrup.
Bogen var i 2010 indstillet til både Cavlingprisen og FUJ-prisen.
Han holder foredrag med baggrund i bogens emne.
I efteråret 2016 blev Skjoldagers bog Syv år for PET - Jakob Scharfs tid ramt af to fogedforbud en uges tid før den planlagte udgivelse.
Det retslige efterspil for Skjoldagers kilde Jakob Scharf varede helt frem til den 13. marts 2020, hvor Rigspolitiet undlod af anke Østre Landsrets afgørelse,
mens Rigspolitiet droppede sigtelsen mod Skjoldager i begyndelsen af 2021.
Bogen blev genoptrykt med et enkelt citat fjernet.
Udover egne bøger har Skjoldager bidraget med et kapitel til den engelsk-sprogede bog Understanding Terrorism Innovation and Learning: Al-Qaeda and Beyond.